# Мария-Анцбах
Мария-Анцбах (нем. Maria-Anzbach) — ярмарочная коммуна (нем. Marktgemeinde) в Австрии, в федеральной земле Нижняя Австрия. 
Входит в состав округа Санкт-Пёльтен.  Население составляет 2687 человек (на 31 декабря 2005 года). Занимает площадь 18,19 км². Официальный код  —  31921.

## Политическая ситуация
Бургомистр коммуны — Карин Винтер (АНП) по результатам выборов 2005 года.
Совет представителей коммуны (нем. Gemeinderat) состоит из 21 места.
- АНП занимает 14 мест.
- СДПА занимает 3 места.
- Зелёные занимают 3 места.
- АПС занимает 1 место.